# 아키야마 다이치
아키야마 다이치(일본어: 秋山 大地, 1994년 7월 28일 ~ )는 일본의 축구 선수이다.

## 구단 경력
그는 2013년부터 2021년까지 J리그의 세레소 오사카, 에히메 FC, 몬테디오 야마가타, 가이나레 돗토리에서 활동하였다.